# Daikirai
Singles de Michiyo Heike
Sotsugyō (...)
(1998) Dakedo Aishi Sugite
(1998)
 Daikirai  (ダイキライ) est le troisième single de la chanteuse de J-pop Michiyo Heike.

## Présentation
Le single sort le 1er juillet 1998 au Japon sur le label Warner Music Japan, quatre mois après le précédent single de la chanteuse, Sotsugyō ~Top of the World~. Il est composé et produit par Hatake, guitariste du groupe Sharam Q. Il atteint la 50e place du classement de l'Oricon, et reste classé pendant deux semaines.
La chanson-titre a servi de thème de fin à l'émission de variété de la chaine TV Tokyo 64 Mario Stadium. Elle figurera d'abord sur la compilation d'artistes du Hello! Project Petit Best ~Ki Ao Aka~, puis sur le second album de la chanteuse, For Ourself ~Single History~, qui sortiront deux ans plus tard en 2000.

## Liste des titres
1. Daikirai (ダイキライ?)
2. Fall the Rain (Fall the rain?)
3. Daikirai (Original Karaoke) (ダイキライ (オリジナル・カラオケ)?)